# جوناثان تشيس (ممثل)
جوناثان تشيس (بالإنجليزية: Jonathan Chase)‏ مواليد 26 أكتوبر 1979 في بلانتيشن، الولايات المتحدة، هو ممثل أمريكي بدأ مسيرته الفنية سنة 2002.

## الأعمال

### أفلام
- سوبر هيرو موف (2008)
- إيجل آي (2008)

### مسلسلات
- مونك
- فيرونيكا مارس
- ايلي ستون
- سي اس آي: نيويورك
- سي اس آي: التحقيق في موقع الجريمة
- ذا منتاليست
- فيكتوريوس
- بونز
- إن سي آي إس: لوس أنجلوس
- فتاتان مفلستان
- إل أيه نوار

## روابط خارجية
- جوناثان تشيس على موقع IMDb (الإنجليزية)
- جوناثان تشيس على موقع ألو سيني (الفرنسية)
- جوناثان تشيس على موقع أول موفي (الإنجليزية)
- جوناثان تشيس على موقع إن إن دي بي (الإنجليزية)
- جوناثان تشيس على موقع قاعدة بيانات الفيلم (الإنجليزية)
- جوناثان تشيس على موقع كينوبويسك (الروسية)